# Antechinus agilis
Espèce
Statut de conservation UICN

 LC  : Préoccupation mineure
Antechinus agilis est une espèce de mammifères marsupiaux de la famille des Dasyuridae. Ce petit spécimen de carnivore marsupial se trouve en Australie. Il se nourrit surtout de petits invertébrés tels les coccinelles et les araignées. Parfois, il mange aussi de petits lézards. La femelle accouche après 27 jours de gestation.

## Classification
Cette espèce a été décrite en 1998 par Christopher R. Dickman, Harry E. Parnaby, Matthew S. Crowther et D. H. King.
L'épithète spécifique agilis signifie « agile ». 
Traditionnellement classée dans les Marsupiaux, cette espèce est assignée à la famille des Dasyuridae, dans l'ordre des Dasyuromorphia.